# Хоултан (Мејн)
Хоултан (енгл. Houlton) насељено је место без административног статуса у америчкој савезној држави Мејн.

## Демографија
По попису из 2010. године број становника је 4.856, што је 414 (-7,9%) становника мање него 2000. године.
| Група             | 2000.         | 2010.         |
| Белци             | 5.013 (95,1%) | 4.506 (92,8%) |
| Афроамериканци    | 18 (0,3%)     | 38 (0,8%)     |
| Азијати           | 28 (0,5%)     | 24 (0,5%)     |
| Хиспаноамериканци | 26 (0,5%)     | 55 (1,1%)     |
| Укупно            | 5.270         | 4.856         |